# Francis Kumbur
Francis Kumbur (ur. 4 kwietnia 1979 w Lagos) – nigeryjski piłkarz występujący na pozycji napastnika, reprezentant kraju.

## Życiorys
Seniorską karierę rozpoczynał w styczniu 1997 roku w Plateau United. W połowie roku przebywał na testach w Legii Warszawa oraz Varcie Namysłów, jednak nie zmienił wówczas pracodawcy. W 1998 roku został zawodnikiem Kawkabu Marrakesz. W sezonie 1998/1999 zdobył z tym klubem wicemistrzostwo Maroka. W marcu 2002 roku podpisał kontrakt z Yeovil Town. Swoją pierwszą bramkę zdobył podczas rozegranego pod koniec kwietnia spotkania ze Stevenage Borough. W okresie swojej gry w Yeovil Town strzelił trzy gole w pięciu meczach, został także wybrany klubowym piłkarzem kwietnia. Po zakończeniu sezonu opuścił Yeovil i został zawodnikiem Haywards Heath Town, grającego w Sussex Division Three (dziesiąty poziom rozgrywkowy).
W listopadzie 2002 roku otrzymał powołanie do reprezentacji Nigerii na towarzyskie mecze z Jamajką i Egiptem. 20 listopada wystąpił w zremisowanym 0:0 spotkaniu z Jamajką. Po zakończeniu sezonu 2002/2003 Kumbur przebywał na testach w Drogheda United. W sierpniu został jednak piłkarzem Ossett Town, natomiast w październiku przeszedł do Gravesend & Northfleet. W 2005 roku był testowany przez Aldershot Town. W latach 2006–2009 występował w Plateau United. W sezonie 2009/2010 był piłkarzem Eastbourne Town.